# Johannes Magnus

Johannes Magnus

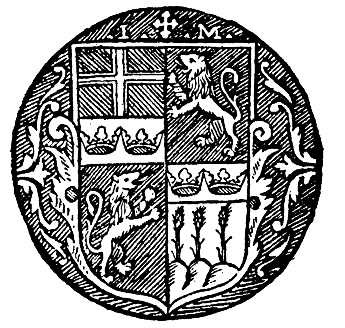
Siegel von Johannes Magnus

Johannes Magnus (eigentlich Johan Månsson; * 19. März 1488 in Linköping; † 22. März 1544 in Rom) war ein schwedischer Geistlicher. Er war Erzbischof von Uppsala und der letzte katholische Erzbischof vor Einzug der Reformation in Schweden.

## Leben
Er war Sohn des Linköpinger Bürger Måns Pedersson und dessen Frau Kristina Kruse. Das Patronym Månsson latinisierte er in Magnus (Latein = groß) und erhob damit Anspruch auf Zugehörigkeit zur Adelsfamilie Store/Sture.
Magnus studierte an der Kirchenschule von Skara. Danach studierte er ab 1506 an der Universität Löwen beim späteren Papst Hadrian VI. Theologie. Als Gesandter des Reichsverwesers Sten Sture weilte er in Rom. Nach Stures Tod nach Schweden zurückgekehrt, wurde er 1523 von König Gustav Vasa anstelle des wegen seiner Mitwirkung am Stockholmer Blutbad 1521 aus Schweden geflohenen Gustav Trolle zum Erzbischof von Uppsala berufen. Eine päpstliche Bestätigung erhielt er allerdings erst 1533.
1524 gingen er und sein Bruder Olaus Magnus auf Grund der Reformation ins Exil. Sie reisten nach Rom, um sich später in Danzig niederzulassen. 1537 berief Papst Paul III. Johannes Magnus nach Mantua, wo ein Reformkonzil abgehalten werden sollte. Es wurde kurze Zeit später nach Vicenza verlegt, kam letzten Endes jedoch nicht zustande. Die Gebrüder Magnus kamen in der Zwischenzeit bei dem Patriarchen von Venedig Hieronymus Quirinius unter und widmeten sich dort dem Studium der Kartographie und Geschichte. Auf Intervention seines Mentors Quirinius sollte Johannes Magnus zum Legaten „a latere“ zur Wiederherstellung des katholischen Glaubens in Schweden, Dänemark und Norwegen ernannt werden, was nach Garstein jedoch am Widerstand eines Teils des Kardinalskollegiums scheiterte. Seine letzten Lebensjahre verbrachte Johannes Magnus in Rom, wo er 1544 verstarb.

## Werke
Posthum (1554) erschien sein an antike Geschichtsdarstellungen angelehntes Werk Historia de omnibus Gothorum Sueonumque regibus, jedoch wurde es erst 1620 ins Schwedische übersetzt. Es stellt die Expansion des Gotenreichs entlang der Ostseeküste in einen genealogischen Kontext mit den ersten biblischen Generationen, die die Erde nach der Sintflut wieder besiedelten. Mit diesem heroischen „gotizistischen“ Selbstbild der Schweden schuf er eine historische Referenz und Legitimation für das schwedische Großmachtstreben im 17. und 18. Jahrhundert.
Johannes Magnus verfasste zudem eine Historia metropolitanae Ecclesiae Upsalensis, die Geschichte des Erzbistums Uppsala.